# ピンク・スクァーレル
ピンク・スクァーレル（英: Pink Squirrel）は、リキュールベースのカクテル。

## 概要
カクテル名の「スクァーレル（Squirrel）」はリスのことを指す。
クレーム・ド・カカオを用いるカクテルはアレクサンダー、グラスホッパーが有名だが、ピンク・スクァーレルはアーモンド風味のクレーム・ド・ノワヨーを用いるのが特徴である。
アメリカ合衆国ウィスコンシン州ミルウォーキーで「Bryant's Cocktail Lounge」を営んでいたBryant Sharpが1941年に考案した。はじめはアイスクリームを使用しており、蒸留酒入りのミルクセーキといったものであった。
Bryant's Cocktail Loungeの2代目オーナーであるPat Malmbergはクレーム・ド・カカオを不要と考えてレシピから外し、以降、今日までBryant's Cocktail Loungeではクレーム・ド・カカオ抜きのレシピで提供している。

## レシピの例
材料
- クレーム・ド・ノワヨー
- クレーム・ド・カカオ（ホワイト）
- 生クリーム（乳脂肪分36%-38%のHeavy Cream）

作り方
1. 全ての材料をシェイクし、グラスに注ぐ。
2. 好みでナツメグの粉末を振る。

グラスは、カクテルグラス、クープグラス、ニック&ノーラグラスなど。